# Nowy Casnik
Nowy Casnik – dolnołużycki tygodnik publikowany w języku dolnołużyckim i niemieckim. Jego redaktorem naczelnym był Ślązak z Polski Grzegorz Wieczorek, którego zastąpił na tym stanowisku pochodzący z Macedonii Północnej Viktor Zakar. Tytuł znaczy „Nowa Gazeta”.
Pismo pod tą nazwą powstało po II wojnie światowej. W czasach NRD „Nowy Casnik” był organem podporządkowanej władzy komunistycznej Domowiny, publikował artykuły propagandowe.
W roku 1977 na emeryturę odszedł Wylem Bjero, ostatni redaktor naczelny pisma, dla którego język dolnołużycki był ojczystym.
Po roku 1989 tygodnik pozostał wydawany przez organizację Domowina i Ludowe wydawnictwo Domowina.